# MBSR
MBSR (ang. Mindfulness-Based Stress Reduction) – redukcja stresu poprzez medytację uważności.
Program medyczny i psycho-edukacyjny opracowany pod koniec lat 70. przez Jona Kabat-Zinna dla osób cierpiących na chroniczny ból fizyczny i zaburzenia emocjonalne. Po raz pierwszy program MBSR został wykorzystany w 1979 roku, kiedy dr Jon Kabat-Zinn uruchomił Klinikę Redukcji Stresu Center For Mindfulness przy klinice uniwersyteckiej w Worcester w stanie Massachusetts (USA). Od tamtej pory, program MBSR jest wykorzystywany w ponad 300 klinikach redukcji stresu oraz w większości szpitali amerykańskich, gdzie proponowany jest pacjentom jako leczenie uzupełniające, którego celem jest obniżenie napięcia psychicznego towarzyszącego choremu i uruchomienie własnych zasobów emocjonalnych pacjentów.
MBSR to 8-tygodniowy program, w czasie którego uczestnicy uczą się koncentrować uwagę na bieżącym doświadczeniu. W czasie ćwiczeń medytacyjnych i fizycznych wyzbywają się automatyzmu reakcji i ocen, uczą się akceptacji, uwalniania od uprzedzeń i schematów, kształcą przychylność i życzliwość wobec siebie i świata, ćwiczą cierpliwość, poszerzają swoje horyzonty poprzez otwieranie umysłu na nowe informacje i doświadczenia. MBSR zapoczątkował na świecie popularność medytacji uważności (świadomej percepcji doświadczenia za pomocą wszystkich zmysłów oraz obserwacji intelektualnej bez emocjonalnego zaangażowania 'ja'). Pod koniec XX wieku powstały wydziały mindfulness na niemal wszystkich uniwersytetach w USA, a na początku tego wieku także w Wielkiej Brytanii. Równolegle prowadzone są regularne badania naukowe wykazujące skuteczność MBSR w poprawie umiejętności koncentracji, wspomaganiu funkcji poznawczych, redukcji stresu oraz objawów lękowych i większej odporności na negatywne emocje. .